# RATAN-600
 (janvier 2024).
Si vous disposez d'ouvrages ou d'articles de référence ou si vous connaissez des sites web de qualité traitant du thème abordé ici, merci de compléter l'article en donnant les références utiles à sa vérifiabilité et en les liant à la section « Notes et références ».

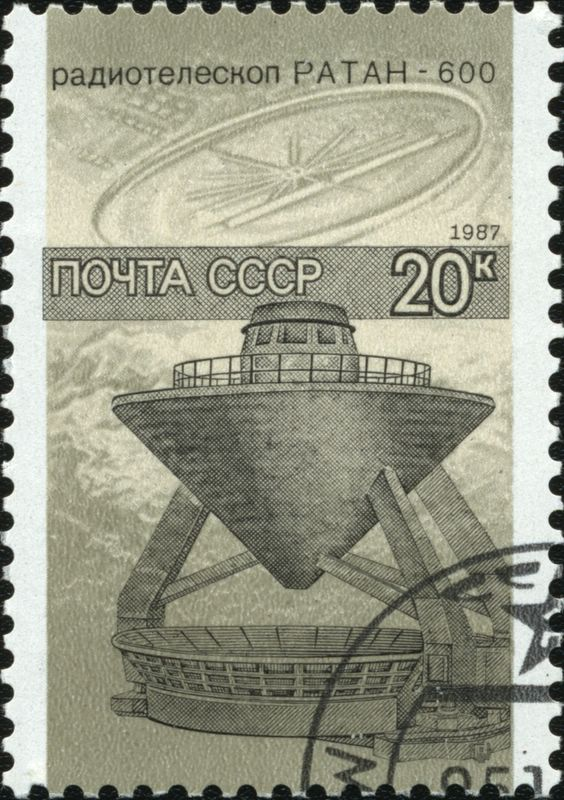
L'un des réflecteurs secondaires coniques du RATAN-600 sur un timbre 1987.

Le RATAN-600 (en russe РАТАН-600, avec РАТАН (RATAN) qui est l'acronyme de Радиоастрономический телескоп Академии наук, « Radiotélescope de l'Académie des sciences ») est un radiotélescope appartenant à l'Observatoire spécial d'astrophysique de l'Académie des sciences de Russie.
Il est situé à Zelentchoukskaïa, à une altitude de 970 mètres, dans la république de Karatchaïévo-Tcherkessie, en Russie. Il comprend un cercle de 576 mètres de diamètre composé de réflecteurs radio rectangulaires et d'un ensemble de réflecteurs et récepteurs secondaires.

## Historique
L'idée d'utiliser des antennes à profil variable pour la radioastronomie a été proposée par Semyon Khaikin et Naum Kaidanovsky. Cette idée a été mise en œuvre pour la première fois à l'Observatoire de Poulkovo sous la forme du Grand Radiotélescope, où elle a démontré son efficacité et a permis d'envisager le RATAN-600.
La conception de la construction du radiotélescope est confiée à l'Observatoire astronomique de Poulkovo. Le projet est approuvé le 18 août 1965 par l'arrêté 53-1366 du Présidium de l'Académie des sciences de l'URSS. Le 6 octobre 1965, un site de construction est choisi dans la plaine entre les rivières Bolchoï Zelentchouk et Khusa-Kardonikskaya, près du village de Zelentchoukskaïa.
En 1966, le Conseil des ministres de l'URSS adopte la « Résolution sur la construction d'un grand radiotélescope pour l'Académie des sciences de l'URSS ».
En mars 1968, le cahier des charges pour la construction du radiotélescope est approuvé. Au cours de l'été suivant, les travaux de construction commencent au sud du village de Zelentchoukskaïa.
En 1969, le radiotélescope en construction est inclus dans l'observatoire spécial d'astrophysique et D. V. Korolkov est nommé concepteur en chef des équipements radioélectroniques.
En 1973, la première partie du radiotélescope est achevée : le secteur nord du réflecteur circulaire, l'alimentation n°1, le bâtiment du laboratoire et autres structures auxiliaires. En janvier 1974, cette partie est validée pour la mise en service et la préparation des observations d'essai. À cette fin, le Département des observations de radioastronomie est créé et Yuri Pariysky en est nommé directeur.
La première observation a lieu le 12 juillet 1974, le rayonnement de la radiogalaxie PKS 0521-36 est reçu à la longueur d'onde de 3,9 cm.
Les observations régulières commencent en 1975, les programmes étant approuvés chaque année par le comité du programme du RATAN-600 présidé par Nikolaï Kardachev.
En décembre 1976, la construction est achevée et le reste du radiotélescope est mis en service : les secteurs ouest, est et sud et le réflecteur plat.

## Conception

1 - miroir circulaire ; 2 - miroir plat ; 3 - rails radiaux ; 4 - plateau tournant central ; 5 - rails annulaires ; 6 - abri instruments ; 7 - deux bâtiments avec équipements.

### Réflecteur circulaire
Le réflecteur circulaire constitue la plus grande partie du radiotélescope, et la plus spectaculaire. Il est composé de 895 éléments réfléchissants rectangulaires mesurant 11,4 mètres de haut sur 2 de large, situés sur un cercle de 576 mètres de diamètre. La partie centrale de chaque panneau, haute de 5 mètres, présente un rayon de courbure de 290 m et est réalisée avec une précision accrue. Chaque panneau peut se déplacer selon trois degrés de liberté. Le réflecteur circulaire est divisé en 4 secteurs indépendants (sud, nord, est, ouest). Chaque secteur a une superficie de 3000 m², menant à une surface totale de 12000 m². Les éléments réfléchissants de chaque secteur sont alignés en parabole, formant une bande d'antenne réfléchissante et focalisatrice vers un miroir secondaire conique central ou vers l'un des cinq cylindres paraboliques.
Chaque réflecteur secondaire est associé à une cabine d'instrumentation contenant divers instruments. L'effet global est celui d'une antenne partiellement orientable avec un pouvoir de résolution maximum de 576 m de diamètre, lors de l'utilisation du récepteur conique central, ce qui en fait le radiotélescope individuel de plus grand diamètre au monde.

### Réflecteur plan linéaire
Le réflecteur linéaire se compose de 124 éléments plats d'une hauteur de 8,5 mètres et d'une longueur totale de 400 mètres. Les éléments peuvent tourner autour d'un axe horizontal situé à proximité du niveau du sol. Pour effectuer certaines mesures, le réflecteur peut être "couché" en alignant sa surface avec le plan du sol. Le réflecteur est utilisé comme un périscope.
En fonctionnement, le flux d'émission radio frappant le réflecteur linéaire est dirigé vers le secteur sud du réflecteur circulaire. Les ondes sont ensuite focalisées sur l'irradiateur, qui est installé sur des rails annulaires. En installant l'irradiateur dans une position donnée et en bougeant le miroir primaire, on peut diriger le radiotélescope vers un point donné du ciel. Un mode de suivi de source est également possible, dans lequel l'irradiateur se déplace continuellement et le miroir est orienté en conséquence.

## Modes de fonctionnement
Le télescope peut fonctionner selon trois modes :
- Système à deux miroirs : un secteur de l'anneau focalise les ondes vers le miroir secondaire cylindrique qui les dirige vers les récepteurs.
- Système à trois miroirs : le miroir plan linéaire réfléchit les ondes vers le secteur sud de l'anneau, qui les focalise sur un secondaire cylindrique, qui les réfléchit sur les récepteurs. Il s'agit d'un système de miroir périscope de type Kraus .
- Anneau entier : pour les observations proches du zénith, l'anneau entier peut être utilisé, ainsi que le miroir secondaire conique et ses récepteurs.

Des observations indépendantes simultanées à différents azimuts sont possibles. Pour cela, un secteur de l'anneau est couplé à l'une des unités secondaires de miroir et de récepteur, qui peuvent être positionnées à l'aide de rails, tandis qu'un autre secteur, en conjonction avec un autre miroir secondaire, est également utilisé pour une observation indépendante.

## Spécifications
Le radiotélescope a un pouvoir séparateur dans le plan horizontal de 1 minute d'arc à une longueur d'onde de 8 cm (3,75 GHz).
- Diamètre du miroir principal : 576 m.
- Nombre d'éléments du miroir circulaire : 895.
- Taille d'un élément : 11,4 x 2 m .
- Surface géométrique du miroir circulaire : 12000 m².
- Plage de longueurs d'onde : 0,8 à 50 cm .
- Plage de fréquences : 610 à 35 000 MHz.
- Résolution angulaire maximale : 1,7".
- Précision de détermination des coordonnées : 1-10".
- Limite de densité de flux : 0,500 mJy.
- Limite de température de luminosité : 0,050 mK.
- Temps de suivi (réflecteur Sud + Plat) : 1 à 3 heures.

## Télescope de transit
Le RATAN-600 fonctionne principalement comme un télescope de transit, dans lequel la rotation de la Terre est utilisée pour balayer le foyer du télescope sur la cible. Des observations radiofréquence peuvent être effectuées dans la bande de 610 MHz à 30 GHz, mais principalement dans la bande centimétrique, avec une résolution angulaire allant jusqu'à 2 secondes d'arc. L'observation du Soleil aux longueurs d'onde radio, en particulier de la couronne solaire, constitue depuis longtemps un objectif du programme scientifique du RATAN-600.
Le RATAN-600 n'a pas souffert des problèmes techniques persistants de son voisin BTA-6 et a généralement été très demandé depuis sa mise en service en 1974.

## Signal candidat SETI
Le RATAN-600 a également contribué à l'observation radio pour le projet SETI.
Le 15 mai 2015, à 18:01:15.65 heure sidérale, il a détecté un fort signal (0,75 jansky) provenant de la direction de l'étoile HD164595. Plus précisément, l'intensité du signal augmentait et diminuait à mesure que le télescope passait, d'une manière qui correspondait étroitement à ce que l'on pourrait attendre d'une source lointaine. Comme cette longueur d'onde courte (2,7 cm, soit 11 GHz, dans la bande X) est inhabituelle pour une source naturelle de cette puissance, l'annonce du signal fin août 2016 (sous la forme d'une demande d'observations de suivi), a créé une vague d'enthousiasme quant à la possibilité d'un candidat SETI,.
Bien entendu, la même apparence artificielle rend également probable une source terrestre. Étant donné que le signal se trouve dans une bande de fréquences réservée à l'usage militaire, il pourrait provenir d'un satellite espion secret. Après une analyse plus approfondie et l'échec des autres observatoires à corroborer le signal, l'Observatoire spécial d'astrophysique a conclu qu'il était probablement d'origine terrestre.
Des recherches ultérieures suggèrent qu'il pourrait s'agir d'un satellite défectueux en rotation lente, car la fréquence correspond à celle utilisée pour les faisceaux inter-satellites mais qu'il s'agissait plus probablement de la liaison descendante d'un satellite intact mais classifié.

## Galerie

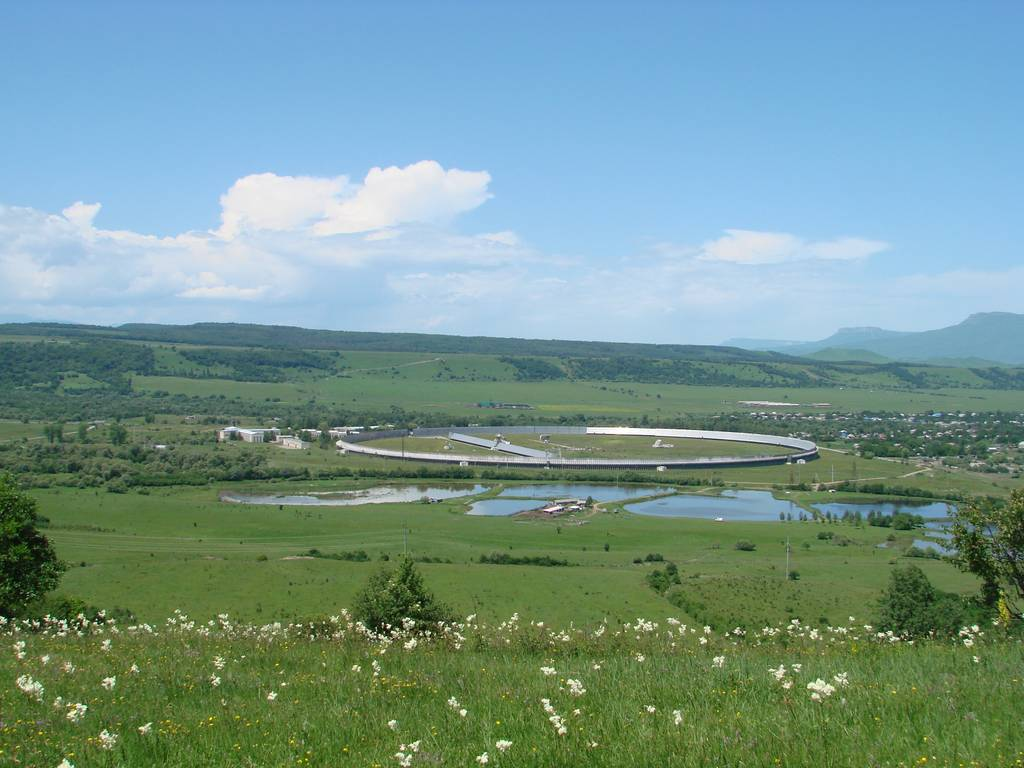
Le RATAN-600 dans son environnement.
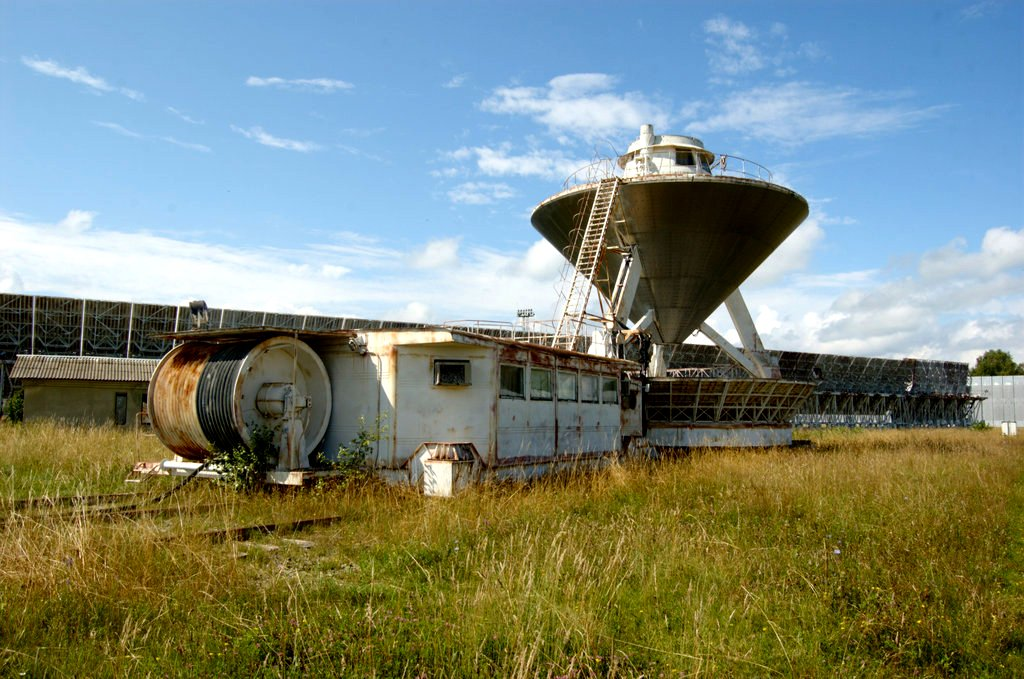
L'un des réflecteurs secondaires coniques.
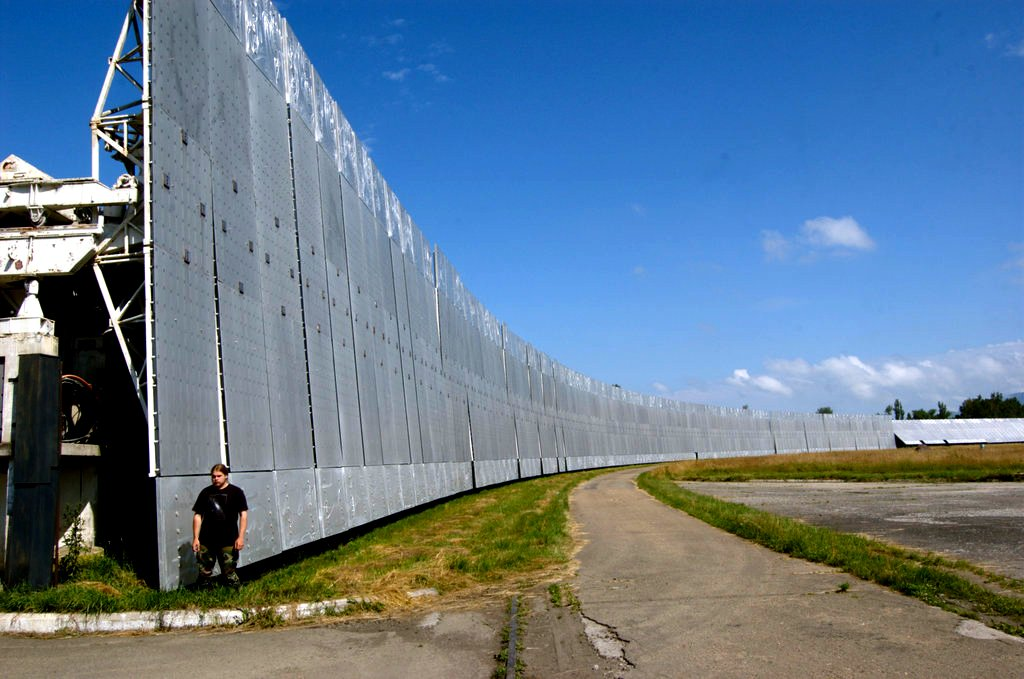
Plaques réflectrices, verticales.

## Voir également
- Comparaison des 3 plus grands radiotélescopes : Arecibo, FAST et RATAN-600Radioastronomie
- Radiotélescope d'Arecibo (Porto Rico)

Comparaison des 3 plus grands radiotélescopes : Arecibo, FAST et RATAN-600

- FAST (Chine), le radiotélescope plein de plus grand diamètre au monde